# Eupithecia falkovitschi
Eupithecia falkovitschi là một loài bướm đêm trong họ Geometridae.